# اینوکنتی اسمکتونفسکی
اینوکِنتی میخایلُویچ اِسمُکتونُفسکی (روسی: Иннокентий Михайлович Смоктуновский؛ ۲۸ مارس ۱۹۲۵ – ۳ اوت ۱۹۹۴) هنرپیشه اهل کشور اتحاد جماهیر سوسیالیستی شوروی بود.
او یکی از شاگردان زاوادسکی ( شاگرد کنستانتین استانیسلاوسکی ) بود.بازی او در نقش هملت (فیلم ۱۹۶۴) بسیار درخشان بود و کاووس دوستدار در نسخه دوبله به جای او صحبت میکند.
او در سال ۱۹۷۴ به عنوان هنرمند خلق اتحاد جماهیر شوروی و در سال ۱۹۹۰ به عنوان قهرمان کار سوسیالیستی انتخاب شد.

## قسمتی از فیلمشناسی
- مادر
- مسکو اشک‌ها را باور ندارد
- نامه‌ای که هرگز فرستاده نشد
- آینه
- چایکوفسکی
- چشمان سیاه
- جنایت و مکافات
- هملت
- قلب من در کوهساران

## جوایز
وی برندهٔ جوایزی همچون نشان لنین و جایزه هنرمند مردمی اتحاد جماهیر شوروی شده بود.